# Nervi anococcygei
Die Nervi anococcygei (Anal-Steiß-Nerven) sind mehrere Nerven des Steißbeingeflechts (Plexus coccygeus), des unteren Endes des Plexus lumbosacralis. Die Nervenfasern entstammen den Rami inferiores des 4. und 5. Kreuzastes (S4, S5) und der Steißbeinäste der Spinalnerven. Diese treten durch den Musculus coccygeus und vereinigen sich zu einem gemeinsamen Stamm, aus dem die Nervi anococcygei hervorgehen. Sie innervieren die Haut der Analregion und des Dammes.